# Teljes tényezőtermelékenység
A közgazdaságtanban a teljes tényezőtermelékenységet (angolul: total factor production; TFP), más néven többtényezős termelékenységet általában az összesített kibocsátás (pl. GDP) és az összesített erőforrás-felhasználás arányában mérik. A gyártástechnológia bizonyos egyszerűsítéseivel a TFP növekedése a kibocsátás növekedésének azon részévé válik, amely nem magyarázható a hagyományosan mért munkaerő és a termelésben felhasznált tőke növekedésével. A TFP-t úgy számítják ki, hogy a kibocsátást elosztják a munka és a tőkefelhasználás súlyozott átlagával, ez a standard súlyozás esetében a munkaerőnél 0,7, míg a tőke súlya 0,3. A teljes tényezőtermelékenység a gazdasági hatékonyság mércéje, mely az országonkénti egy főre eső jövedelem különbségeinek jelentős részéért felel.  A TFP növekedési ütemét úgy számítják ki, hogy a munkaerő és a tőke ráfordításainak növekedési ütemét kivonják a kibocsátás növekedési üteméből.

## Háttér
A technológiai fejlődést és hatékonyságot a teljes tényezőtermelékenység két legnagyobb alszektorának tekintik. Az előbbi olyan sajátos jellegzetességekkel rendelkezik, mint például a pozitív externáliák, amelyek stabilan segítik gazdasági növekedést.
A teljes tényezőtermelékenységet (TFP) gyakran tekintik a GDP növekedési rátája elsődleges forrásának. Ennek ellenére vannak más olyan tényezők is, mint a munkaerő-ráfordítás, a humán tőke és a fizikai tőke állománya. A teljes tényezőtermelékenység az egyes vállalatok, iparágak vagy teljes nemzetgazdaságok kibocsátásának maradványnövekedését méri, amely nem magyarázható a hagyományos inputok, mint például a munkaerő és a tőke felhalmozódásával. Mivel ez nem mérhető közvetlenül, a számítási folyamat a TFP-t mint maradékot vezeti le, vagyis, hogy mely teljes kibocsátásbeli változásokat nem magyarázza a felhasználás.
Kimutatható, hogy a TFP és az energiaátalakítási hatékonyság között történelmileg összefüggés van. Megállapítást nyert továbbá az, hogy - például a vállalatok közötti - integrációnak pozitív hatása van a teljes tényezőtermelékenységre.

## Számítás
Az alábbi Cobb–Douglas-függvényt gyakran használják az összkibocsátás (Y) ábrázolására a teljes tényezőtermelékenységnek (A), a tőkebevitelnek (K) és a munkaerő-ráfordításnak (L) függvényében, ahol munkaerő és a tőkefelhasználás kibocsátásra gyakorolt részaránya α és β (α a K és a β az L hozzájárulásának aránya). Az ilyen formájú egyenletekhez hasonlóan az A, K vagy L növekedése a kibocsátás növekedéséhez vezet.
{\displaystyle Y=A\times K^{\alpha }\times L^{\beta }}

## Becslés és finomítások
Mint maradványérték a TFP a többi komponens becslésétől, azok pontosságától is függ.
2001-ben William Easterly és Ross Levine vizsgálata alapján egy átlagos országban a TFP felel az egy munkavállalóra jutó kibocsátás növekedésének 60 százalékáért.:185
Egy humán tőkéről szóló 2005-ös tanulmány megkísérelte kijavítani az egyenlet munkaerő-komponensének becslésében jelen lévő hiányosságokat, a munkaerő minőségére vonatkozó becslések finomításával. Pontosabban a probléma az, hogy az iskolában töltött évek számára gyakran a munkaerő minőségének (és a humántőke-állománynak) a helyettesítőjeként tekintenek, amivel nem veszik figyelembe az országok iskolarendszerei közötti különbségeket. Az új becslés alkalmazásával a TFP hozzájárulása lényegesen alacsonyabb lett.
Robert Ayres és Benjamin Warr arra a következtetésre jutottak, hogy a modell javítható az energiaátalakítás hatékonyság  változó felhasználásával, amely nagyjából követi a technológiai fejlődést.

## Kritikák
A "teljes" (a teljes tényezőtermelékenységből) szó azt sugallja, hogy az összes bemenetet lemérték. A hivatalos statisztikusok hajlamosak a "többtényezõs termelékenység" (angolul: multifactor productivity; MFP) kifejezést használni a TFP helyett, mert egyes inputok, mint például az energiafelhasználás általában nem képezik részét a modellnek. A munkaerő tulajdonságai ritkán hozzáférhetőek, és az állami infrastruktúra, például az autópályák sem szerepelnek szinte soha.
Növekedési számviteli gyakorlatok és a teljes tényezőtermelékenység kérdésköre részét képezi a cambridge-i tőkevitának. Néhány közgazdász  úgy véli, hogy a módszer és annak eredményei érvénytelenek, vagy legalábbis gondos újraértelmezésük és felhasználásuk indokolt más alternatív megközelítésekkel együtt.
Dimenzióanalízis alapján a TFP-t bírálták, az értelmes mértékegységek használatának hiányáért.  A Cobb–Douglas-függvényben szereplő mennyiségek mértékegységei: 
- Y: termék/év
- L: munkaóra/év
- K: tőkeóra/év (ez a tőke heterogenitásának kérdését veti fel)
- α, β: dimenzió nélküli arányszámok
- A: (termék * év α + β - 1 ) / (tőkeóraα * munkaóraβ ), kiegyenlítő mennyiség, amely TFP mértékegységeként funkcionál.

Ebben a konstrukcióban az A egységei nem lettek volna egyszerűen értelmezhetőek gazdaságilag, illetve a TFP fogalma rendkívül mesterkéltnek tűnik. A hivatalos statisztikák kerülik az értelmezhető mértékegységekkel nem rendelkező felhasználási és kibocsátási növekedési mutatók mérését, így ez igaz azok maradékaira is.

## Fordítás
Ez a szócikk részben vagy egészben  a   Total factor productivity című angol Wikipédia-szócikk ezen változatának fordításán alapul.  Az eredeti cikk szerkesztőit annak laptörténete sorolja fel. Ez a jelzés csupán a megfogalmazás eredetét és a szerzői jogokat jelzi, nem szolgál a cikkben szereplő információk forrásmegjelöléseként.